# 発足村
発足村（はったりむら）は、かつて北海道岩内郡に存在した村である。
現在の共和町北西部、大字発足に相当する。

## 沿革
- 1906年（明治39年）4月1日 - 北海道二級町村制施行に伴い、岩内郡発足村および幌似村の一部をもって成立。当初は岩内支庁に所属。
- 1910年（明治43年）3月1日 - 支庁の統合により後志支庁に所属。
- 1923年（大正12年）
  - 4月1日 - 一級村へ移行。
  - 9月1日 - 古宇郡泊村の一部を編入。
- 1955年（昭和30年）4月1日 - 岩内郡小沢村・前田村と新設合併し、共和村が発足。同日発足村廃止。